# Vector the Crocodile
Vector the Crocodile (ベクター・ザ・クロコダイル?, Bekutā za Kurokodairu) è un personaggio immaginario principale della serie videoludica Sonic the Hedgehog prodotta da SEGA e sviluppata dallo studio nipponico Sonic Team.
È un coccodrillo antropomorfo e capo della Agenzia Chaotix, disponibile ad accettare assieme ai suoi compagni qualsiasi buona offerta di lavoro.
Vector è diventato un personaggio popolare e amato nella serie, tanto da diventare uno dei personaggi principali e apparire in vari multimedia e merchandising del franchise.

## Descrizione

### Creazione e sviluppo
Vector doveva comparire originariamente come uno dei membri della band musicale di Sonic nel primo capitolo della serie, Sonic the Hedgehog, in un ipotetico sound test, il quale fu tuttavia rimosso dalla versione finale del gioco per vincoli di tempo. Avrebbe ricoperto il ruolo di tastierista e vari sketch furono inseriti nell'artbook SEGA Mega Drive/Genesis Collected assieme a quelli degli altri personaggi che sarebbero dovuti apparire alla schermata raffigurante il logo SEGA e nell'epilogo del gioco. Questo rende Vector uno dei personaggi più vecchi del franchise assieme ai Flicky, Sonic e il Dr. Eggman.
Il primo design di Vector si rivela molto diverso paragonato a quelli utilizzati successivamente e lo presenta maggiormente come un coccodrillo comune con la mancanza del colore rosso per le scaglie presenti sulla schiena e sulla coda, una corporatura più alta e robusta e un diverso abbigliamento il quale includeva delle scarpe identiche a quelle di Sonic. Una revisione della grafica del gruppo musicale presentava il personaggio più slanciato e con delle modifiche nella testa, nel muso e negli occhi, il che lo rendeva più simile alle sue apparizioni più moderne.
Sega Software R&D Dept. 8 creò un ulteriore design differente, mostrandolo con un paio di occhiali da sole, un cappello e una cravatta. Questo apparve nel manga Sonic the Hedgehog pubblicato da Shogakukan assieme ad altri concept art della serie.
Diverso tempo prima dell'uscita di SegaSonic the Hedgehog, l'ex dipendente SEGA Naoto Ōshima revisionò ulteriormente il suo character design in quello che fu poi utilizzato successivamente in Knuckles' Chaotix.
Dopo il suo debutto, Vector, così come gli altri due membri dei Chaotix, Espio e Charmy, non apparvero più fino all'uscita di Sonic Heroes nel 2003. Secondo Takashi Iizuka, Sonic Team ha reintrodotto i tre personaggi nella serie dato che non li avevano mai utilizzati prima della pubblicazione di Knuckles' Chaotix, titolo non sviluppato dallo studio giapponese ma bensì da SEGA. Iizuka confermò inoltre che il trio non è il medesimo visto nella versione originale, sostenendo di aver creato dei nuovi personaggi utilizzando il design di quelli presenti in Knuckles' Chaotix.

### Aspetto

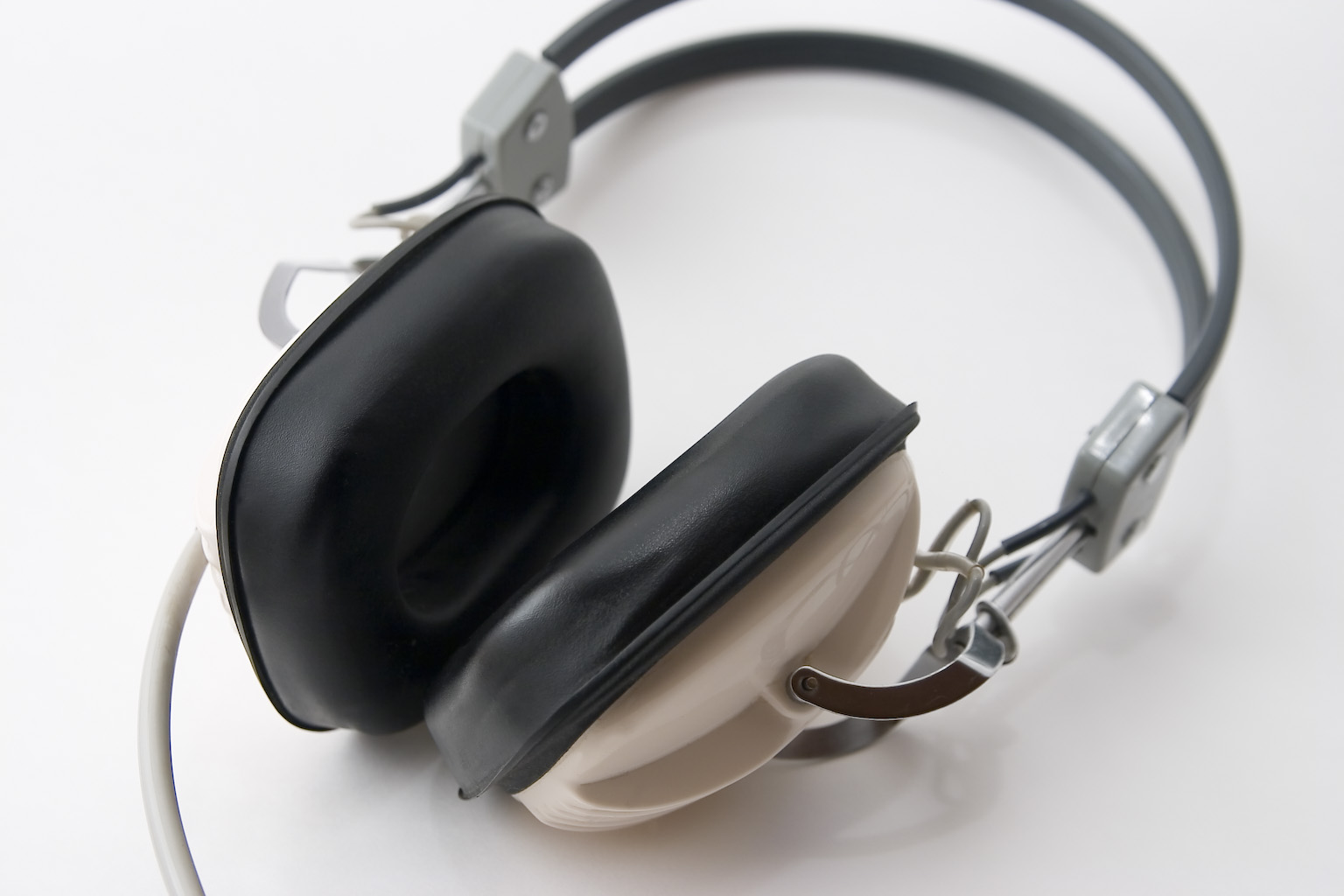
Un paio di cuffie, segno distintivo del personaggio

Vector è un coccodrillo antropomorfo verde con gli occhi arancioni, porta sempre con sé le sue cuffie con cui sentire la musica e ha un abbigliamento da duro, in particolare indossa una catena come collana, spalline, bracciali e scarpe da ginnastica nere.
Nella serie animata Sonic Boom, rispetto alla serie principale Vector è identico, se non per la mancanza delle cuffie, l'abbigliamento leggermente diverso con una giacchetta di pelle e un tatuaggio sul braccio sinistro, che raffigura una Rosa dei Venti.
Nel videogioco spin-off The Murder of Sonic the Hedgehog, per la festa a tema Cena con Delitto, Vector ha il ruolo di macellaio e indossa una t-shirt grigia e un grembiule nero sporco.

### Poteri e abilità
Vector è forte grazie alla stazza, e può sferrare potenti colpi tipici della boxe o della lotta libera, un'altra delle sue proprie abilità sta nel suo morso molto più avanzato di quello di un normale coccodrillo, che può addirittura distruggere robot e ostacoli. In Sonic X sembra essere in grado di sputare fuoco.

### Personalità
Vector è affabile, eccentrico e appare come un duro, a volte dimostrandolo, ma nonostante questo, nasconde un animo buono e generoso. Capisce il momento in cui bisogna scherzare e quando bisogna fare i seri.
Svolge il ruolo di un vero leader nato dell'agenzia investigativa Chaotix ed è la mente dietro tutte le operazioni da loro svolte, il quale è in grado di mantenere la calma anche nelle situazioni più difficili. Ama il proprio lavoro e riesce a svolgerlo nel migliore dei modi utilizzando la sua deduzione per risolvere ogni caso con dignità e rispetto, anche se talvolta non riesce a mostrarle.
Normalmente parla con un tono ruvido nei confronti degli altri, il che lo porta ad avere un approccio aggressivo quando affronta i problemi, sebbene tutto è in grado di trovare una soluzione pacifica ad essi, ma solo come ultima risorsa.
Anche se non sembra, vuole molto bene ai suoi amici. In Sonic X si presume che provi qualcosa per Vanilla, la mamma di Cream dato che farebbe qualunque cosa per lei e ogni volta che gli parla, arrossisce.

### Doppiaggio
Vector è doppiato in giapponese dal seiyū Kenta Miyake a partire da Sonic Heroes, che ha doppiato il personaggio anche nell'anime Sonic X e che tuttora ricopre il ruolo. Nelle versioni americane dei videogiochi si sono susseguiti Marc Biagi in Sonic Heroes, Jimmy Zoppi in Shadow the Hedgehog e in Sonic X, Dan Green in Mario & Sonic ai Giochi Olimpici, Sonic Rivals 2 e Mario & Sonic ai Giochi Olimpici Invernali mentre Keith Silverstein lo doppia da Sonic Free Riders in poi e in Sonic Boom.
Vector è doppiato in italiano da Diego Sabre da Sonic Generations fino a Team Sonic Racing, in Shadow Generations da Luca Airaghi, da Matteo Brusamonti a partire dal remaster di Sonic Generations, in Sonic X da Luigi Ferraro mentre in Sonic Boom da Giacomo Castelli.

## Biografia

### Videogiochi

#### Anni '90
Vector, chiamato nell'edizione italiana Il coccodrillo Vector, compie la sua prima apparizione nel titolo Knuckles' Chaotix. Nella storia del gioco, il coccodrillo sta investigando in un parco divertimenti su un'isola chiamata Carneval Island quando all'improvviso fa la sua apparizione il Dottor Eggman che inizia ad attaccarla e lo cattura. Dopo gli eventi iniziali, Vector diventa sia un personaggio giocante che selezionabile attraverso il Combi Catcher, un macchinario che permette al giocatore di scegliere il partner prima di recarsi in un livello. In questo gioco è in grado di lanciarsi in aria in otto diverse direzioni ad una grande velocità e di arrampicarsi sui muri.

#### Anni 2000
In Sonic Heroes torna come personaggio di tipo Power e leader del Team Chaotix, formato assieme ai suoi due amici e colleghi di lavoro Espio e Charmy. Il trio ha aperto un'agenzia investigativa e viene contattato da un misterioso cliente che fa recapitare in ufficio un pacchetto contenente un walkie-talkie, da cui si sente la voce di quest'ultimo che li ingaggia per una missione in cambio di una grande somma di denaro. Espio si rivela molto scettico nei confronti della voce ma Vector gli ricorda che la loro politica prevede di non tirarsi mai indietro quando viene promesso che un lavoro verrà pagato. Durante il viaggio affronteranno e sconfiggeranno più volte il Dr. Eggman senza mai però riuscire a catturarlo e parteciperanno anche a due scontri in momenti distinti contro il Team Dark e il Team Rose. Arrivati a Final Fortress distruggono Egg Emperor, un gigantesco robot armato di lancia e scudo, controllato dallo scienziato, dopodiché si recano a salvare il cliente imprigionato in una stanza della nave da guerra dove scoprono che in realtà questi non era altri che il vero Dr. Eggman, che gli spiega che Metal Sonic lo ha catturato e che ha messo in atto un terribile piano per la conquista del mondo. Nell'ultima storia il trio cerca di indebolire Neo Metal Sonic trasformato in Metal Madness, fornendo così il tempo necessario al Team Sonic di trasformarsi e sconfiggerlo. Tornata la pace, Eggman tenta di fuggire ma i Chaotix cominciano a dargli la caccia per ottenere la ricompensa promessa in precedenza.
In Shadow the Hedgehog appare esclusivamente nella missione Hero del livello Cosmic Fall e contro due boss dove potrà essere controllato dal secondo giocatore ma solo nelle versioni per GameCube e PlayStation 2. Nella storia finale i Chaotix si trovano sulla colonia spaziale ARK per recuperare dei dati presenti all'interno di un computer, Espio inizia un processo di hacking e Vector gli mette fretta, poco dopo Charmy spazientito dà un calcio al macchinario, attivando accidentalmente un vecchio video in cui appare Gerald Robotnik, quest'ultimo viene reso visibile ovunque, giungendo fino a Black Comet dove si trova Shadow. Terminata la visione del filmato, il porcospino nero recupera le forze e si trasforma in Super Shadow per sconfiggere definitivamente Black Doom.
In Sonic Rivals 2 ingaggia Espio di seguire Silver in quanto sospetta che quest'ultimo sia il responsabile dei Chao scomparsi misteriosamente nel nulla cercando delle prove al riguardo. In Sonic Chronicles: La Fratellanza Oscura, i Chaotix assistono volontariamente il corpo militare dei G.U.N. nel raccogliere informazioni riguardanti i Marauders e trovare dove è stato imprigionato Knuckles. Dopo aver individuato quattro possibili nascondigli, Vector saluta Sonic tramite il canale di comunicazione dei soldati riferendogli di tornare alla base. Successivamente prometterà al gruppo di ottenere ulteriori dati sulla misteriosa Shade.

#### Anni 2010
Nella versione per Nintendo DS di Sonic Colours si reca con il resto dei Chaotix al parco divertimenti di Eggman per un nuovo incarico legato all'investigazione del luogo. Nell'edizione per console di Sonic Generations partecipa all'organizzazione della festa di compleanno a sorpresa di Sonic dove tuttavia viene risucchiato dal Time Eater in una falla spazio temporale ma viene in seguito salvato dal riccio blu a Rooftop Run, dove sembra essere il prima a pensare che qualcuno controlli il mostro. Nel livello Center of Time fa la sua apparizione assieme a Espio e Charmy per incoraggiare i due Sonic a sconfiggere il nemico; sconfitto quest'ultimo tornerà a festeggiare la pace ritrovata.
In Sonic Forces si unisce alla resistenza con gli altri membri del Team Espio in modo da appoggiare Sonic comunicando con lui nei livelli di gioco.

#### Anni 2020
Vector ricompare brevemente in cameo nel videogioco spin-off Shadow Generations.

#### Altre apparizioni
Altre apparizioni secondarie del personaggio avvengono in Sonic Rivals in due carte collezionabili, in Super Smash Bros. Brawl come adesivo collezionabile, in Mario & Sonic ai Giochi Olimpici, Mario & Sonic ai Giochi Olimpici Invernali, Mario & Sonic ai Giochi Olimpici di Londra 2012, Mario & Sonic ai Giochi Olimpici Invernali di Sochi 2014, Mario & Sonic ai Giochi Olimpici di Rio 2016, Sonic Free Riders, Sonic Dash, Sonic Runners, SEGA Heroes, Team Sonic Racing, Mario & Sonic ai Giochi Olimpici di Tokyo 2020 e Sonic Racing: CrossWorlds come giocabile.
Sarebbe dovuto apparire anche nel remake del 2012 di Sonic Jump, tuttavia fu scartato nella versione finale del gioco.
In LEGO Dimensions non è presente ma nei file del gioco compare il modello LEGO del suo corpo assieme a quello di Espio e di Charmy, tuttavia i tre sono stati scartati nella versione finale del gioco.
Appare anche in The Murder of Sonic the Hedgehog, dove partecipa assieme agli altri invitati a una festa a tema Cena con Delitto per il compleanno di Amy sul Mirage Express. Vector ha il ruolo di macellaio e insieme ad Espio stanno in biblioteca.

### Versioni alternative

#### Fumetti
Vector compie una brevissima apparizione del primo volume del manga Sonic the Hedehog Story Comics pubblicato sulla rivista Mega Drive Fan. In questa incarnazione, il coccodrillo suona una tastiera ed è un membro della band di Sonic. Questa storia fu pubblicata prima dell'uscita di Sonic the Hedgehog nel 1991 ed utilizza i concept art scartati di quest'ultimo, perciò Vector è identico alla controparte che doveva essere presente nel sound test. Nel fumetto Sonic the Hedgehog pubblicato da Archie Comics, Vector è un punk di Downunda a cui piace fare le cose a modo suo ed ascoltare musica ad alto volume. Ha sempre con sé le sue cuffie, una volta per sconfiggere la Dark Legion ha dovuto alzare al massimo il volume della sua musica per sconfiggerli. Vector e Knuckles si incontrano dopo che il padre di Knuckles si è unito alla Fratellanza dei Guardiani e dopo alcune risse i due diventano amici. A Vector non piace la fidanzata di Knuckles, Julie-Su che compare dopo molto tempo nel gruppo ma con il tempo i due cominciano a rispettarsi uno con l'altro. Assieme ad Espio è uno dei membri dei Chaotix a comparire nella Mobius di 25 anni dopo, dove ha un figlio di nome Argyle. In seguito alla Super Genesis Wave, un cambiamento spazio temporale avvenuto nell'universo di Sonic, Vector è identico alla sua controparte presente nei videogiochi.
Nel fumetto Sonic the Comic pubblicato da Fleetway, è l'intelligente leader dell'equipaggio Chaotix ed amico dell'Omni-Viewer. Ha anche legami con il Centro Ricerca Equinox che è composto interamente da coccodrilli. Come il resto del gruppo, è un nativo della Special Zone, a New Tek City sul pianeta Meridian. È il membro più forte della squadra ed è capace di colpire i nemici con le sue fauci. Nel fumetto di Sonic X pubblicato da Archie Comics, Vector è il resto della Chaotix compaiono nel decimo numero dove aiutano Vanilla a riunirsi con sua figlia Cream che si trovava a Station Square. Ricompaiono in seguito alla fine del trentottesimo numero, dove Vector viene colpito da un dardo che conteneva un mutageno destinato a Sonic e così cresce di 40 metri e rompe l'agenzia. Nel numero seguente, scatena il panico a Station Square ma riprende il controllo di sé poco dopo tuttavia, Eggman vede la possibilità di diventare un eroe pubblico ed ingaggia Mega Bokkun per uccidere Vector. Nel frattempo Sonic ed Espio corrono a trovare una medicina speciale per Vector ed il coccodrillo lotta con Bokkun facendo attenzione a non fare male a nessuno.
Nella serie spin-off Sonic the Hedgehog edita da IDW Publishing, Vector è identico alla sua controparte dei videogiochi ed è il leader dei Chaotix. Nel corso della storia aiuta Sonic a rintracciare il Dr. Eggman ma scoprirà che quest'ultimo ha perso la memoria dimenticandosi della sua vera identità e del suo passato. Successivamente viene infettato insieme a Charmy ed altri amici di Sonic dal virus metallico, custodendo un Chaos Emerald. Sonic più avanti lancia il virus metallico verso il sole, facendo tornare Vector e tutti gli altri alla normalità.

#### Animazione
Vector compare assieme al Team Chaotix nell'anime Sonic X (2004-2006). Con Espio e Charmy, Vector svolge un ruolo minore nella seconda stagione, dove compare solamente nell'episodio 39, dove i Chaotix vengono assunti dalla madre di Cream, Vanilla, per cercare la figlia. I tre svolgono un ruolo più importante nella terza stagione, dove compaiono per la prima volta per portare dei rifornimenti a Chris da parte dei suoi genitori. La seconda volta in cui Vector compare, organizza un piano assieme a Espio e Charmy per aiutare Tails e Cosmo ad innamorarsi l'uno dell'altra. La terza volta che compare insieme alla sua squadra, apre un locale nella sua agenzia per guadagnare soldi per riparare la loro nave, e aiuterà Sonic e i suoi amici a fuggire. Dopo questi avvenimenti, Vector compare assieme al resto della sua squadra per aiutare il gruppo di Sonic nella battaglia contro i malvagi Metarex.
Vector è presente anche nella seconda stagione della serie animata Sonic Boom (2014-2017), appare per la prima volta nell'episodio Il mistero del martello scomparso, dove ha un ruolo molto importante nel ritrovare il martello sperduto di Amy Rose. Il personaggio è uno dei pochi protagonisti della serie originale giapponese di videogiochi ad essere apparso in questa serie TV.

## Accoglienza
In una recensione retrospettiva di Knuckles' Chaotix, IGN parlò del Team Chaotix in generale, facendo notare che il gruppo fu introdotto prima che i fan della serie si stancassero dell'ampio cast di personaggi ricorrenti, e perciò li elogiò per la profondità che avevano fornito al gameplay, definendoli "uno spasso". In modo simile, le riviste Electronic Gaming Monthly e Sega Magazine parlarono in modo favorevole dei personaggi; EGM scrisse che il gruppo, ed il legame di meccaniche elastiche, avessero aggiunto "sapore" allo stile di gioco, mentre Sega Magazine notò la loro ampia varietà di abilità, individuando Knuckles come il migliore. Nel 2015 Game Informer affermò che i Chaotix erano i migliori personaggi del franchise e trovarono particolarmente Espio e Mighty come sottoutilizzati. Lorenzo Fazio di Eurogamer lo reputò come uno dei personaggi più improbabili della serie. Shane Bettenhausen di Electronic Gaming Monthly reputò il trio come un gruppo di personaggi senza talento e fastidiosi.
Altri critici si dimostrarono meno entusiasti nei confronti dei Chaotix. Mean Machines Sega non ne parlò in maniera positiva, elogiò Knuckles ed Espio ma criticò i restanti membri, trovando Mighty una copia di Sonic e quindi noioso, Vector "irritante" e Charmy rendeva il gioco fin troppo facile. Xbox World fu molto critica nei loro confronti, chiamandoli Knuckles' Chaotix, ed il 32X "spazzatura" e un "disastro". Jim Sterling trovò che ai Chaotix mancavano delle qualità redentrici, chiamando Vector "Idiot the Crocodile" (lett. "Idiota il coccodrillo"), Espio "Generic Brooder the Chameleon" (lett. "Rimuginatore generico il camaleonte") mentre Charmy venne considerato come ridicolo, reputandolo fastidioso anche per via della sua voce acuta. GamesRadar considerò l'introduzione dei Chaotix come un punto di declino del franchise di Sonic, incolpando la loro introduzione di aver "diluito l'universo di Sonic introducendo tonnellate di personaggi di merda", definendo Knuckles' Chaotix come "un gioco perfettamente perfetto per sempre contaminato dalla precedente impostazione schiacciante del franchise".
Gan Plant di Nintendo Life affermò che "uno dei successi chiave" di Sonic X era stata l'incorporazione di numerosi personaggi dei giochi, inclusi quelli meno usati come i Chaotix, i quali vantavano di una ritrovata vitalità nelle scene comiche.